# Mark McCammon

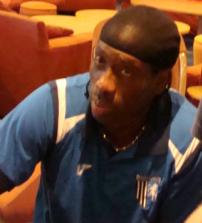
Mark McCammon

Mark McCammon (* 7. August 1978 in Barnet, UK) ist ein barbadischer Fußballspieler, der derzeit in der Football League Two beim FC Gillingham unter Vertrag steht.

## Laufbahn

### Vereinskarriere
McCammon begann seine Profikarriere im Sommer 2000 beim FC Brentford. Nach drei Jahren wechselte er zum FC Millwall, mit denen er 2004 im Finale des FA Cups gegen Manchester United mit 0:3 verlor. Dabei wurde er in der 75. Minute für Neil Harris eingewechselt. Trotz der Finalniederlage qualifizierte sich die Mannschaft für den UEFA-Pokal, wo er auch auflief.
2005 ging er zu Brighton & Hove Albion in die Football League Championship. Nach einem Kurzabstecher zu Bristol City in der Rückrunde der Saison 2005/06, wechselte er zum Sommer 2006 zu den Doncaster Rovers in die Football League One. Er wurde am Neujahrstag 2007 der erste Spieler, dem im vom Verein frisch bezogenen Keepmoat Stadium ein Tor gelang, das 1:0 beim 3:0-Erfolg gegen Huddersfield Town.
Seit 2008 steht er nun beim FC Gillingham unter Vertrag und schaffte in der Saison 2008/09 den Aufstieg aus der Football League Two in die Football League One. In Gillingham trägt er die Nummer neun auf seinem Trikot. Während der Saison 2009/10 wurde er für einen Monat zu Bradford City verliehen, bei denen er vier Partien in der Football League Two absolvierte.

### Nationalmannschaft
McCammon ist Nationalspieler für Barbados. Er bildet derzeit zusammen mit Paul Ifill, mit dem er auch zeitweilig beim FC Millwall zusammen spielte, das Sturmduo der Landesauswahl. Bei der Qualifikation zum Caribbean Nations Cup 2007 erzielte er vier Treffern und war somit zusammen mit Sturmpartner Ifill, dem sechs Tore gelangen, Garant für die Qualifikation.